# Mržnja
Mržnja je ljudski osjećaj jake antipatije. Temelji se na svojstvu intenzivnih negativnih osjećaja, i općenito se smatra da je mržnja najjači oblik odbojnosti, prijezira i nenaklonosti. Uzroci mržnje često mogu biti sebičnost, zavist, povreda osobe, ljubomora ili neuzvraćena ljubav.

### Reaktivna mržnja
Ona je uvijek rezultat dubokog poniženja, ozljede ili bolne situacije, kojoj je čovjek bespomoćno izložen i koju vlastitim naporima nije u stanju promijeniti.

### Mržnja utemeljena na strukturi ličnosti
Nastaje sličinim načinom kao reaktivna mržnja, medutim ona se temelji na strukturi ličnosti osobe koja mrzi. Mržnja je u tom slučaju osobina osobe, a mržnja je samo izraz inherentne mržnje. 

## Filozofska definicija
Mržnja kao suprotnost od ljubavi ne samo da prezire ljudsko biće, nego mu želi i naštetiti ili ga povrijediti. 
Predmeti se u osnovi ne mogu mrziti, samo se može osjećati odbojnost ili gađenje prema njima, jer se stvar može uništiti ili ukloniti, ali ju se ne može ozbiljnije i mrziti. 

## Vanjske poveznice
- Gonzaga University (Washington State), Institute for Action Against Hate, incl. Journal of Hate Studies  Arhivirana inačica izvorne stranice od 19. veljače 2009. (Wayback Machine)